# Bojtorjános
Bojtorjános, románul: Scăiuș, ukránul: Скеюш, település Romániában, a Bánságban, Krassó-Szörény megyében.

## Fekvése
Lugostól délre fekvő település.

## Története
Nevét 1637-ben említette először oklevél Zkeus néven. 1673-ban Aszkius, 1690–1700 között Szkaus, 1808-ban Szkeus, Szkejus, 1888-ban Szkeus, 1913-ban Bojtorjános néven írták.
1851-ben Fényes Elek írta a településről: „Szkejus, Krassó vármegyében, Lugoshoz 2 1/2 órányira, 9 római katholikus, 1261
óhitű lakossal, anyatemplommal.”
A trianoni békeszerződés előtt Krassó-Szörény vármegye Lugosi járásához tartozott. 1910-ben 1626 lakosából 921 román, 522 rutén, 126 cseh volt. Ebből 912 görögkeleti ortodox, 522 görögkatolikus, 183 római katolikus volt.

## Források

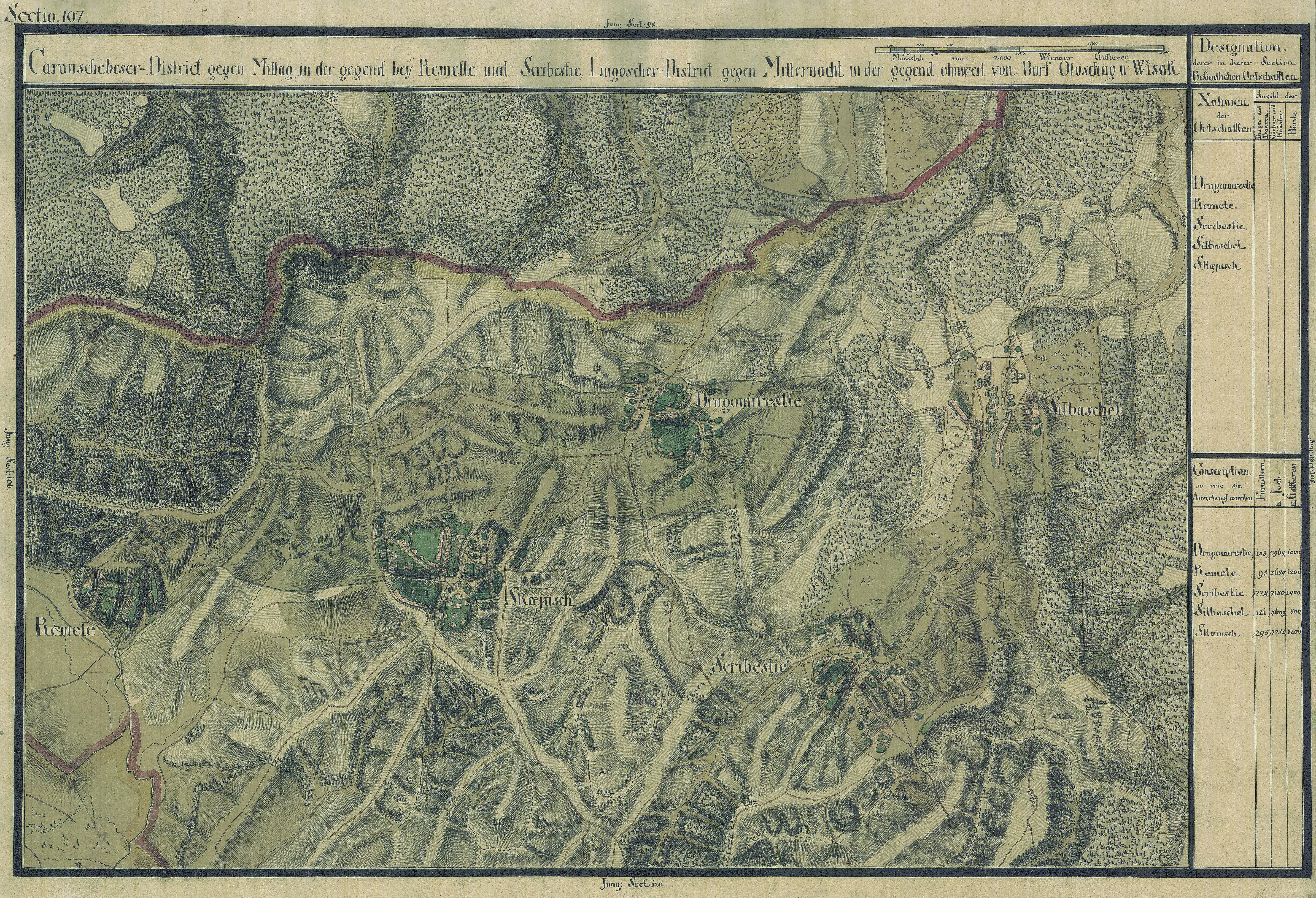
Bojtorjános (Szkejus) egy régi térképen